# فردریک سوم، پادشاه دانمارک
فردریک سوم دانمارک (دانمارکی: Frederik; ۱۸ مارس ۱۶۰۹ – ۹ فوریهٔ ۱۶۷۰) یک پادشاه دانمارک و Norway اهل نروژ بود.فردریک سوم دانمارک جانشین کریستین چهارم شد و بر تخت پادشاهی نشست.